# Фінал кубка Англії з футболу 1947
Фінал кубка Англії з футболу 1947 — 66-й фінал найстарішого футбольного кубка у світі. Учасниками фіналу були «Чарльтон Атлетік» і «Бернлі». Володарем кубкового трофею став «Чарльтон Атлетік».

## Шлях до фіналу
| «Чарльтон Атлетік»     | «Чарльтон Атлетік» | «Чарльтон Атлетік»       | Раунд           | «Бернлі»        | «Бернлі»  | «Бернлі»                                                             |
| ---------------------- | ------------------ | ------------------------ | --------------- | --------------- | --------- | -------------------------------------------------------------------- |
| Суперник               | Результат          | Матчі                    |                 | Суперник        | Результат | Матчі                                                                |
| «Рочдейл»              | 3—1                | 3—1 вдома                | Третій раунд    | «Астон Вілла»   | 5—1       | 5—1 вдома                                                            |
| «Вест-Бромвіч Альбіон» | 2—1                | 2—1 на виїзді            | Четвертий раунд | «Ковентрі Сіті» | 2—0       | 2—0 вдома                                                            |
| «Блекберн Роверз»      | 1—0                | 1—0 вдома                | П'ятий раунд    | «Лутон Таун»    | 3—0       | 0—0 на виїзді, 3—0 вдома (перегравання)                              |
| «Престон Норт-Енд»     | 2—1                | 2—1 вдома                | Шостий раунд    | «Мідлсбро»      | 2—1       | 1—1 на виїзді, 1—0 вдома (перегравання)                              |
| «Ньюкасл Юнайтед»      | 4—0                | 4—0 на нейтральному полі | 1/2 фіналу      | «Ліверпуль»     | 1—0       | 0—0 дч на нейтральному полі, 1—0 на нейтральному полі (перегравання) |

## Матч
| 26 квітня 1947 |

| Чарльтон Атлетік | 1:0 дч   | Бернлі |
| ---------------- | -------- | ------ |
| Даффі 114'       | Протокол |        |

| Вемблі, Лондон Глядачів: 98 215 Арбітр: Джим Вілтшир |

|  |  |

|                  |  |                |  |
|                  |  |                |  |
| В                |  | Сем Бартрем    |  |
| З                |  | Джек Шрів      |  |
| З                |  | Пітер Крокер   |  |
| ПЗ               |  | Білл Віттейкер |  |
| ПЗ               |  | Гарольд Фіппс  |  |
| ПЗ               |  | Берт Джонсон   |  |
| Н                |  | Кріс Даффі     |  |
| Н                |  | Дон Велш (к)   |  |
| Н                |  | Білл Робінсон  |  |
| Н                |  | Томмі Доусон   |  |
| Н                |  | Гордон Герст   |  |
| Головний тренер: |  |                |  |
| Джиммі Сід       |  |                |  |

|                  |  |                |  |
|                  |  |                |  |
| В                |  | Джордж Стронг  |  |
| З                |  | Гаррі Матер    |  |
| З                |  | Артур Вудрафф  |  |
| ПЗ               |  | Джордж Брей    |  |
| ПЗ               |  | Алан Браун (к) |  |
| ПЗ               |  | Рег Аттвелл    |  |
| Н                |  | Пітер Кіппекс  |  |
| Н                |  | Гаррі Поттс    |  |
| Н                |  | Рей Гаррісон   |  |
| Н                |  | Біллі Морріс   |  |
| Н                |  | Джекі Чью      |  |
| Головний тренер: |  |                |  |
| Кліфф Бріттон    |  |                |  |